# (48070) Zizza
(48070) Zizza ist ein Asteroid des Hauptgürtels, der am 19. März 2001 von David Healy im Junk Bond-Observatorium (IAU-Code 701) in Sierra Vista in Arizona entdeckt wurde. Er wurde am 4. Mai 2004 nach dem Professor Frank Zizza benannt, der Mathematik an der Colorado State University – Pueblo unterrichtet. Damit wurde er für seine Idee, auf dem Campus der Universität in Sierra Vista ein Observatorium zu errichten, geehrt.